# Bryum sacrum
Bryum sacrum là một loài Rêu trong họ Bryaceae. Loài này được (Lorentz) Müll. Hal. mô tả khoa học đầu tiên năm 1900.